# Polystichum annapurnicola
Polystichum annapurnicola är en träjonväxtart som beskrevs av Fraser-jenk. och Thapa. Polystichum annapurnicola ingår i släktet Polystichum och familjen Dryopteridaceae. Inga underarter finns listade.